# ادیلسون (بازیکن فوتبال، زاده ۱۹۸۲)
ادیلسون (انگلیسی: Adilson؛ زادهٔ ۱ ژانویهٔ ۱۹۸۲) بازیکن فوتبال اهل برزیل است.
از باشگاه‌هایی که در آن بازی کرده‌است می‌توان به باشگاه ورزشی اشتوریل پرایا، باشگاه ورزشی اولیاننسه، باشگاه فوتبال فیرنسی، و باشگاه ورزشی ماریتیمو اشاره کرد.